# Rada Factory (álbum)
Rada Factory es el decimotercer álbum solista de estudio de Rubén Rada. Fue grabado en México en 1993, pero nunca llegó a ser editado oficialmente.

## Historia
En una entrevista realizada por el periodista Aldo Novick, para su libro Momentos, relatos y fotos, Rada contó que durante el tiempo que estuvo radicado en México (primera mitad de los años noventa), se encontró con el productor Oscar López, que había producido sus primeros discos en Argentina para Sazam Records. López le prometió grabar un disco en México. La grabación se realizó con una producción de primer nivel, participó la sección de vientos de Phil Collins. Pero, pasaban los años, mientras Rada vivía en México, y el disco no se editaba. Finamente, el disco nunca fue editado por problemas entre el productor Oscar López y un ejecutivo de la discográfica al que no le gustaba la música de Rada y estaba interesado en apostar por músicos jóvenes. Rada había cumplido cincuenta años.
“Bob Marley” es una nueva versión de “Candombe para Bob Marley”, incluida originalmente en el álbum Pa'los uruguayos (1989), y que volvería a grabar en vivo en Concierto por la vida (1994) y en Negro Rock (2020) junto a Dread Mar-I. Rada también regrabaría la canción “Sin palabras” para el álbum Botijas Band (1996). El resto de las canciones nunca aparecieron en ningún otro disco de Rada.
Una versión de Rada Factory, con nueve canciones, circula en internet. De acuerdo al libro Rada, el álbum tiene una décima canción llamada "Pinta el corazón de azul".

## Lista de canciones
La versión del álbum que circula en internet tiene los siguientes temas:
1. Amor sintiendo
2. Mama bongó
3. Cómo fuma el Flaco
4. María Dolores
5. Loco del tambor
6. Tal parece
7. Sin palabras
8. Bob Marley
9. Funky Salsa